# Katafoor
Een katafoor (ook wel gespeld als catafoor) is een verwijzend element (bijvoorbeeld een voornaamwoord of zelfstandig naamwoord) dat in een tekst vooruitloopt op iets dat pas even later (bijvoorbeeld in de volgende zin) genoemd wordt. Het is daarmee in zekere zin het tegenovergestelde van een anafoor in enge zin, omdat dit laatste juist verwijst naar iets dat al eerder in de tekst genoemd is (het antecedent).
Kataforen worden vaak gebruikt als stijlfiguur en in de retorica, om een min of meer gespannen verwachting bij de lezer of toehoorder op te roepen. Deze laatste wordt door middel van een katafoor voorbereid op datgene wat even verderop expliciet genoemd zal worden. 
In de volgende voorbeelden zijn de kataforen cursief weergegeven. Het woord waar ze naar verwijzen is steeds het laatste woord van de zin:
- Het is toch maar een klein landje, Nederland.

- Wie eenzaam is zoekt iemand om tegen te praten en bij te eten, en die iemand was ik.

Kataforen worden ook regelmatig gebruikt in bijzinnen als voorbereiding op de hoofdzin, bijvoorbeeld:
- Als je dat wilt, kan ik meegaan met een bezoek.

Ten slotte komt het vaak voor dat een katafoor verwijst naar een eigennaam:
- De baas, meneer Newton, schopte haar zo hard dat ze na enige tijd stierf.